# In the Shadow of the Stars
In the Shadow of the Stars é um filme-documentário estadunidense de 1991 dirigido e escrito por Allie Light e Irving Saraf, que conta sobre a Ópera de São Francisco. Venceu o Oscar de melhor documentário de longa-metragem na edição de 1992.